# Daniel Herrendorf
Daniel Esteban Herrendorf (Buenos Aires, Argentina 18 de junio de 1965) es un escritor y filósofo, profesor de derechos fundamentales, autor de ficciones y obras sobre filosofía de la ciencia, ciencia política y derechos humanos.

## Biografía

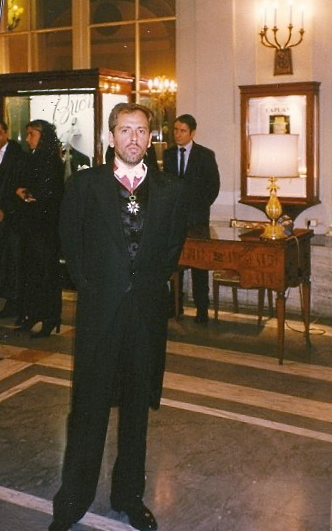
Daniel Herrendorf

Realizó como becario estudios de Ciencia Política en el Instituto Argentino de Ciencia Política y Ciencias Sociales fundado por el jurista argentino Carlos Fayt, tras lo cual se trasladó a Ciudad de México. Estudió y enseñó filosofía, jurisprudencia y epistemología (UNAM - Universidad Iberoamericana).
Vivió en Barcelona, París y Roma. Se desempeñó como Asesor Experto en Derechos Humanos de la ONU, tras lo cual se incorporó al gabinete presidencial argentino donde desempeñó funciones diversas después de hacerlo en el gobierno de México.
Su novela Memorias de Antinoo fue traducida al francés por Michel J. Wagner, editada en el 2013 por Samuel Tastet (Paris) y presentada en 2013 en la sede de la embajada argentina en París por el embajador Juan Archibaldo Lanús.
Simultáneamente con sus estudios y trabajos, publicó numerosos libros y artículos en medios de prensa y revistas especializadas de México, París, Madrid, Roma y Buenos Aires.
En el 2004 Herrendorf, junto con otros intelectuales y empresarios, creó el Fondo de Cultura y Mecenazgo del Sur como asociación cultural para fomentar las artes y del cual es su presidente.
Herrendorf es también autor del primer Código del Derechos Humanos de la historia del Derecho, obra que fue presentada en la sede del Rectorado de la Universidad Nacional de Rosario (UNR), en el Consejo Argentino para las Relaciones Internacionales, y en la Universidad de Buenos Aires.
Asimismo, el Código de Derechos Humanos ha sido presentado en México, Panamá, El Salvador, Uruguay, Bolivia, Perú, Panamá, Costa Rica, y Argentina.
En la elaboración del Código colaboraron los célebres juristas y entonces miembros ambos de la Corte Suprema de Justicia de Argentina, Carlos S. Fayt (Ministro Decano) y Eugenio Raúl Zaffaroni.
Es fundador del Capítulo para las Américas del Instituto Internacional de Derechos Humanos. Dicho Instituto tiene sede formal en la Ciudad Autónoma de Buenos Aires, competencia sobre el continente americano y Capítulos Nacionales en los países de América.

## Obra

### Ficción
- Agua clara, novela, Ed. Fábrica de Conciencias, Buenos Aires 2020.
- Todas las mujeres son muchas, novela, Grupo Editorial Planeta, Buenos Aires 2019.[9]
- Evita, la loca de la casa, novela, Ed. Random House, Buenos Aires, 2003.[10][11]
- Memorias de Antínoo, novela Ed. Random House, Buenos Aires 2000.[12] Edición francesa: "Memoires d´Antinoüs", Editións Tastet con el auspicio de la Societé Internationelle d´Ètudes Yourcenarriennes, Paris 2013.
- El sueño de Dante, cuentos y relatos, Ed. Random House, Buenos Aires 2000.

### No ficción
- Hacia un Código de Derechos Humanos - La intemperie espiritual, Editorial Académica Española, Barcelona 2017.
- Tratado Internacional de Derechos Humanos - Epistemología de los Derechos Fundamentales, Ed. Thomson Reuters/La Ley, Buenos Aires 2014. Cuatro tomos:
  - Tomo I, La Historia como Vivencia de Contradicción
  - Tomo II, Dioses Paganos
  - Tomo III, Heroísmo de la Libertad
  - Tomo IV, Autopsia del Derecho y Código de Derechos Humanos
- El poder de los jueces - cómo piensan los jueces que piensan, Ed. Abeledo-Perrot/Lexis-Nexis Buenos Aires 1994 (2.ª. Ed.) y 1998 (3.ª. Ed.). Ed. Universidad Veracruzana para la 1.ª. Ed. México 1992.
- Los derechos humanos ante la justicia - Garantía de la Libertad Innominada, Ed. Abeledo-Perrot/Lexis-Nexis Buenos Aires, 1997.
- Autopsie de la science du droit - Pour une Phénoménologie de la Science du Droit, Université de Droit, d'Economie et des Sciences d'Aix-Marseille, Laboratoire de Théorie Juridique, Aix-en-Provence, Francia 1996[13]
- El derecho a tener derechos, 1.ª edición, Ed. Catálogos, Buenos Aires 1995. 2a. Edición, Ed. Catálogos, Buenos Aires 1996.
- La situación actual de la teoría general del derecho, Editorial Cárdenas, México, 1991.
- Principios de derechos humanos y garantías, en coautoría con Germán J. Bidart Campos, Ed. Ediar, Buenos Aires, 1991.
- El derecho internacional de los derechos humanos, Ed. Universidad Iberoamericana-Unión de Universidades de América Latina, México 1990[14]
- Derechos humanos y viceversa, Ed. Comisión Nacional de Derechos Humanos, México, 1990.
- El poder de la policía en un sistema de derechos humanos, Ed. INACIPE (Instituto Nacional de Ciencias Penales), México, 1990.
- Las corrientes actuales de la filosofía del derecho, Editorial Ediar, Buenos Aires, 1989.
- Introducción a la fenomenología egológica, en la obra  Radiografía de la teoría egológica del derecho,  de Carlos Cossio. Editorial Depalma, Buenos Aires, 1987.[15]

## Publicaciones en medios
Ha publicado en medios de prensa, tales como:
- Revista Jurídica Argentina La Ley (Ciudad de Buenos Aires)
- Revista Jurídica El Derecho (Pontificia Universidad Católica Argentina, Ciudad de Buenos Aires)
- Diario La Prensa (Ciudad de Buenos Aires)
- Diario La Nación (Ciudad de Buenos Aires)
- Diario y revista La Vanguardia (Partido Socialista, Ciudad de Buenos Aires)
- Diario La Capital (Ciudad de Rosario, Argentina)
- Diario La Capital (Ciudad de Mar del Plata, Argentina)
- Revista Cooperación (Asociación de Cooperativas Argentinas ACA - Ciudad de Buenos Aires)
- Revista Lecciones y Ensayos (Universidad de Buenos Aires, Facultad de Derecho, Buenos Aires)
- Revista de Nuestra Señora del Rosario (Universidad de Lima, Perú)
- Revista Investigación y Docencia[16]
- Revista Realidad Social (Instituto Di Tella, Ciudad de Buenos Aires)
- Revista Archives de Philosophie du Droit (Universidad de París II, París)
- Revista Ars Iuris (Universidad Panamericana, México DF)
- Revista Ius et Praxis (Universidad de Lima, Perú)
- Revista del Instituto Interamericano de Derechos Humanos[17] (IIDH, San José de Costa Rica)
- Revista de Derecho Político[18] (UNED, Madrid), revista Jurídica[19]
- Revista Foro Político (Universidad del Museo Social Argentino, Ciudad de Buenos Aires)
- Revue de la Recherche Juridique - Droit Prospectif (Faculté de Droit et de Science Politique d'Aix-Marseille, Polyneasie Francaise, Francia)
- Revista Nuevo País (Ciudad de Buenos Aires)
- Revista Brasileira de Filosofía (Brasil)
- Anuario de Filosofía Jurídica y Social (Instituto de Derecho Comparado, Ed. Abeledo-Perrot, Ciudad de Buenos Aires)
- Revista Juez, (México DF)
- Periódico El Nacional (México DF)
- Periódico El Economista (México DF)
- Revista Confluencia XXI (México DF)

## Actividad institucional
- Asesor Experto en Derechos Humanos de la ONU (ACNUR)
- Asesor de derechos humanos de la Presidencia de la República, Estados Unidos Mexicanos, 1993-1994.
- Subsecretario de Asuntos Legislativos de la Nación, República Argentina, 1995-1996.
- Subsecretario de Gestión Gubernamental, República Argentina, 1997-2000.

## Distinciones especiales
- Miembro Honorario de la Société internationale d'études yourcenariennes (SIEY - París, Francia)
- Reconocimiento del Parlamento Andino por la defensa de los derechos humanos[20]
- Reconocimiento del Pleno de la Cámara de Senadores del Estado Plurinacional de Bolivia por su trayectoria en derechos humanos[21]